# ネグロ川 (アルゼンチン)
ネグロ川（ネグロがわ、スペイン語: Río Negro）は、アルゼンチン・パタゴニア地域を流れる川。ネウケン州とリオ・ネグロ州とブエノスアイレス州を流れ、リオ・ネグロ州でもっとも重要な河川である。名称は「黒い川」の意味。

## 地理
リオ・ネグロ州とネウケン州の境界部にあるネウケン付近で、南西からやってきたリマイ川と北西からやってきたネウケン川が合流してネグロ川となる。ネウケンからは大まかに南南東に向かって流れ、リオ・ネグロ州都ビエドマの約30 km下流にあるエル・コンドル海岸付近（南緯41度01分20秒 西経62度47分25秒 / 南緯41.0223度 西経62.7903度）で大西洋に注いでいる。ネグロ川はリオ・ネグロ州に肥沃な農地をもたらし、ナシとリンゴの生産ではアルゼンチン全体の65%を占めている。途中にある小規模なダムでは水力発電を行なっている。19世紀後半の砂漠の征服の時代には、ネグロ川が「文明人」の土地と先住民の土地の間の自然境界線となった。

## 流域

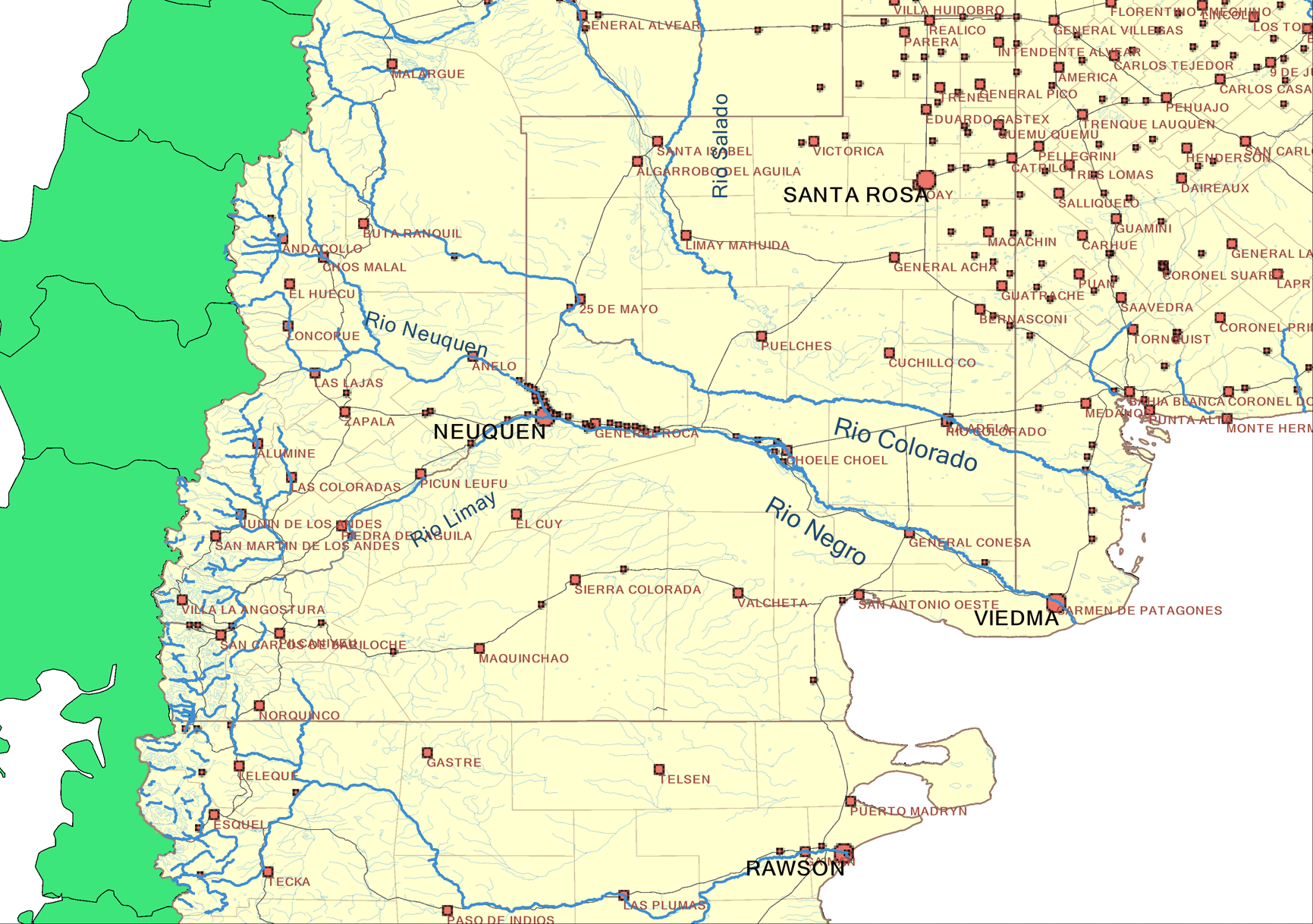
パタゴニア北部の主要河川を示した図。ほぼ中央のネウケンでリマイ川とネウケン川が合流してネグロ川となり、中央右のビエドマを過ぎて大西洋に注いでいる。

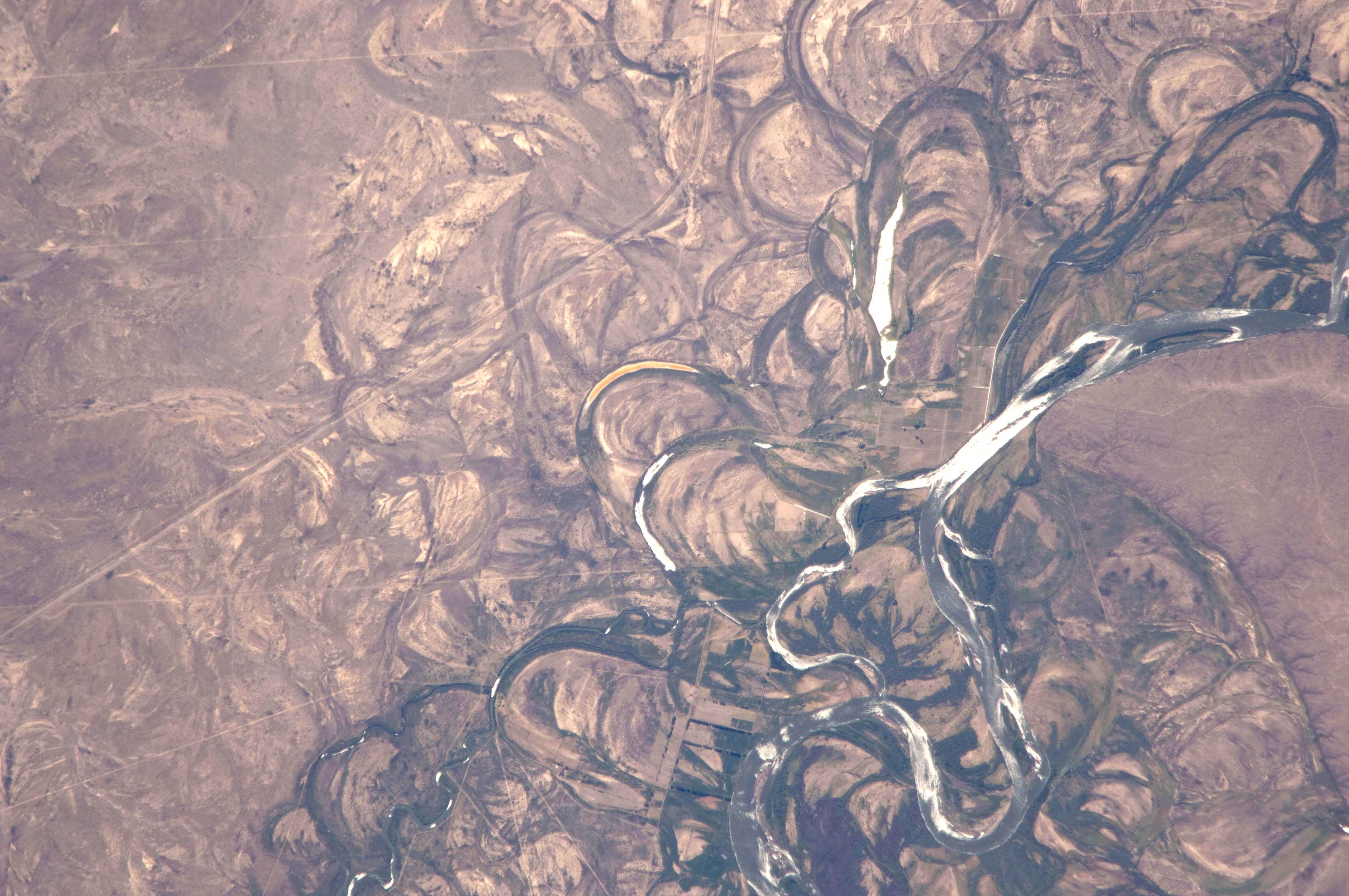
リオ・ネグロ川の蛇行跡と三日月湖の衛星写真。

ネグロ川はアルト谷（上流の谷）、メディオ谷（中流の谷）、インフェリオール谷（下流の谷）の3つの部分に分かれている。アルト谷では幅3 kmほどの樹木密集地を通ってステップ草原を横切り、インフェリオール谷に向かって川幅は20 kmに広がって網状流となる。川床の位置はこれまでに大きく変化しており、乾燥した平原に貝殻や小石を見つけることも可能である。

### アルト谷
アルト谷にある主要な町はヘネラル・ロカ、シポジェッティ、ビジャ・レヒーナなどであり、多くの町が国道22号線に沿っている。ナウエル・ウアピ湖岸のサン・カルロス・デ・バリローチェとともに、アルト谷一帯はリオ・ネグロ州内でもっとも繁栄している地域である。ナシとリンゴの農園のほとんどはアルト谷にあるが、メディオ谷にも多くの農園がある。

### メディオ谷
チョエーレ・チョエルの隣にはチョエーレ・チョエル島と呼ばれる中州があり、国道250号線沿いにラマルケ、ルイス・ベルトラン、ポモーナなどの町がある。リンゴとナシの栽培の他に、トマトもまた重要な作物であり、ラマルケは「トマトの首都」という別名がある。谷の外では、チンパイやダルウィンのような町の周囲にある乾燥地などで、牛の畜産が行なわれている。

### インフェリオール谷
インフェリオール谷という用語はアルト谷やメディオ谷のようには広く使用されていないが、ビエドマを含めたリオ・ネグロ州沿岸部のすべての都市を指す。果物も生産されているが、主要な生産物ではなく、穀物などと同様に玉ねぎも栽培されている。人間の消費、畜産飼料それぞれのためにアルファルファとトウモロコシが栽培されており、この地域のもっとも重要な生産物となっている。

## 名称
「黒い川」という名称ではあるが、川の水色は黒色と言うよりも緑色がかっている。「黒い川」というのは先住民のマプチェ族が使用していた「Curú Leuvú」の直訳である。下流には枝垂れ柳が豊かに生えており、サウセス川（「柳の川」）という名称でも知られていた。

## レガッタ
ネグロ川では世界でもっとも長いカヤックボートレースが行われている。「レガッタ・デル・リオ・ネグロ」は653 kmが6ステージに分割されており、8日間で（2日間は休養日）行なわれる。

### カテゴリー
- K1（男子シニア）
- K2（男子シニア）
- K2（男子ジュニア）17歳-20歳
- K2（女子シニア）
- K1（男子36歳以上）
- K2（男子36歳以上）
- ツーリング（オープンカテゴリー、ノンプロ）